# Camellia mollis
Camellia mollis är en tvåhjärtbladig växtart som först beskrevs av Elmer Drew Merrill, och fick sitt nu gällande namn av Ho Tseng Chang och S.X. Ren. Camellia mollis ingår i släktet Camellia och familjen Theaceae. Inga underarter finns listade i Catalogue of Life.